# São Pedro de Veiga de Lila
São Pedro de Veiga de Lila es una freguesia portuguesa del concelho de Valpaços, con 19,40 km² de superficie y 400 habitantes (2001). Su densidad de población es de 20,6 hab/km².